# Karl Bjarnhof
Karl Bjarnhof född 28 januari 1898 i Vejle, död 19 juni 1980, var en dansk författare och journalist.
Bjarnhof, som var blind, skrev flera böcker, och blev känd som researcher och intervjuare på DR, i dansk TV:s barndom. Han var dessutom cellist och kyrkoorganist. Han satte också musik till en del av Poul Henningsens texter. Den 28 november 1960 stiftade Karl Bjarnhof Danska akademien tillsammans med konsthistorikern Christian Elling, de var båda medlemmar av akademien till sin död.
Han är far till skådespelerskan Hannah Bjarnhof och farfar till fotografen Morten Bjarnhof.